# Пшентобе
Пшентобе (каз. Пішентөбе) — упразднённое село в Шардаринском районе Туркестанской области Казахстана. Входило в состав сельского округа Кауысбека. Исключено из учётных данных в 2023 году. Код КАТО — 516457600.

## Население
В 1999 году население села составляло 54 человека (24 мужчины и 30 женщин). По данным переписи 2009 года, в селе проживали 34 человека (17 мужчин и 17 женщин).